# プルンバン
プルンバン（Plumbane、PbH4）は、鉛と水素から構成される金属水素化物である。熱的に不安定で水素原子を失いやすく、特性はまだよく分かっていない。誘導体には四フッ化鉛PbF4、テトラエチル鉛 (CH3CH2)4Pb等がある。

## 歴史
最初の報告は1920年代に遡るが、実際に合成できていたかはよく分かっていなかった。1963年、SaalfeldとSvecは質量分析でPbH4+を観測したと報告した。プルンバンは何度もディラック-ハートリー-フォック方程式による相対論的量子化学の計算の対象となり、MH4またはMH2で表される他の金属水素化物との安定性、立体配置、エネルギー等の比較研究が行われた。

## 特徴
不安定な無色の気体で、第14族元素の水素化合物の中では最も重いものである。四面体形分子構造(Td)を取り、鉛原子と水素原子の平衡距離は1.73Åである。重量パーセントでは、1.91%の水素と98.09%の鉛から構成される。鉛の電気陰性度は水素より高いため、水素と鉛の酸化数はそれぞれ+1と-4となる。MH4 (M = C-Pb)という化学式を持つ金属水素化物の安定性は、Mの元素番号が大きくなるにつれ低下する。

## 製法
初期の研究で、より軽い同族体（シラン、ゲルマン、スタンナン）と比べて不安定であることが明らかとなった。GeH4やSnH4の合成に用いる方法では生成できない。
1999年には硝酸鉛(II) Pb(NO3)2と水素化ホウ素ナトリウム NaBH4から合成された。2005年には、発生期水素の概念を用いない反応機構が検証された。
2002年、Wang, X.らはレーザー爆蝕によるPbH4の生成を研究し、赤外線バンドを特定した。

## 同族化合物
- メタン CH4
- シラン SiH4
- ゲルマン GeH4
- スタナン SnH4